# 瓦隆卡佩勒
瓦隆卡佩勒（法語：Wallon-Cappel，法語發音：[walɔ̃ kapɛl]）是法国上法兰西大区北部省的一个市镇，位于该省西北部，属于敦刻尔克区。

## 地理
瓦隆卡佩勒（50°43'39"N, 2°28'23"E）面积5.44 平方千米，位于法国上法蘭西大區北部省，该省份为法国最北部的省份及最长的省份，西北濒北海，西接加来海峡省，南至埃纳省和索姆省，东与比利时接壤。
与瓦隆卡佩勒接壤的市镇（或旧市镇、城区）包括：翁德盖姆、阿兹布鲁克、兰德、莫尔贝克、塞尔屈、斯塔普勒。

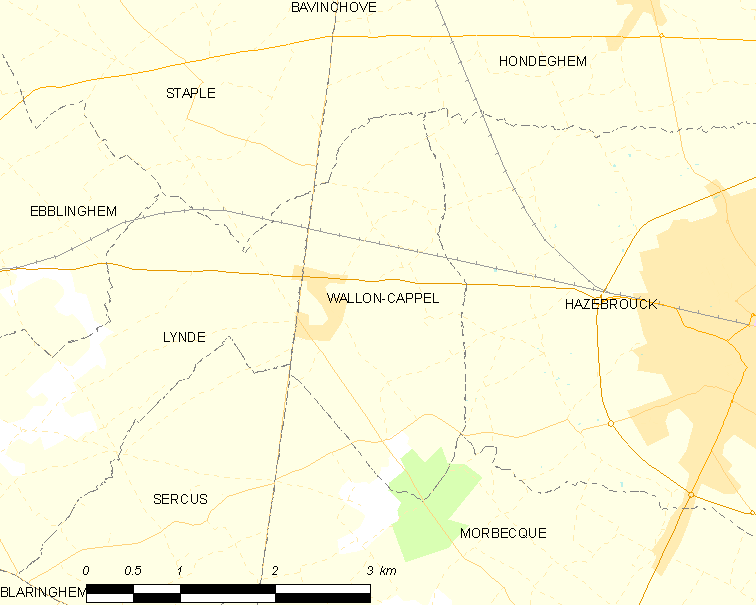
瓦隆卡佩勒的OSM定位图

瓦隆卡佩勒的时区为UTC+01:00、UTC+02:00（夏令时）。

## 行政
瓦隆卡佩勒的邮政编码为59190，INSEE市镇编码为59634。

## 政治
瓦隆卡佩勒所属的省级选区为阿兹布鲁克县。

## 人口

1962-2008年间瓦隆卡佩勒人口变化图示

瓦隆卡佩勒于2022年1月1日时的人口数量为798人。